# Pinnotheres lutescens
Pinnotheres lutescens is een krabbensoort uit de familie van de Pinnotheridae. De wetenschappelijke naam van de soort is voor het eerst geldig gepubliceerd in 1905 door Nobili.